# Herbert Friedländer
Herbert Friedländer, född 10 november 1913 i Stockholm, död 6 februari 1981 i Stockholm, var en svensk förlagsredaktör och översättare.
Han tog studentexamen 1932, fil. kand. i Uppsala 1935, fil. mag. i Stockholm 1940, var biträdande lärare vid Solbacka läroverk 1940–1941, redaktör för och artikelförfattare i Svenska män och kvinnor 1946, anställd vid bokförlaget Forum 1947, vid Nordiska uppslagsböcker 1949 och vid Svenska bokförlaget från 1960. Utöver sina böcker och översättningar medverkade han med artiklar i Judisk tidskrift och i Sveriges radio från 1944.
Han var son till grosshandlaren Harry Friedländer och Kerstin Sachs.